# Elizabeth Debicki
Elizabeth Debicki (n. 24 august 1990, Paris, Franța) este o actriță australiană câștigătoare a premiului Emmy și a Globului de Aur.

## Biografie
S-a născut pe 24 august 1990 la Paris, dintr-un tată polonez și o mamă australiană de origine irlandeză. Părinții ei erau ambii dansatori de balet care s-au întâlnit în timp ce evoluau într-un spectacol. Când avea cinci ani, familia s-a mutat la Glen Waverley, care se află în Melbourne, Australia. Este cel mai mare dintre trei copii, are o soră mai mică și un frate mai mic.
Debicki a fost interesată de balet de la o vârstă fragedă și s-a antrenat ca dansatoare până când a trecut la actorie. În 2007, a absolvit Huntingtower School din East Melbourne, unde a fost unul dintre studenții de top cu note mari. În 2010, a absolvit cu o diplomă în teatru la Victorian College of the Arts. În august 2009, a primit bursa Richard Pratt. 
Și-a făcut debutul în cinema cu o scurtă apariție în comedia australiană A Few Best Men (2011). A câștigat premiul AACTA pentru cea mai bună actriță pentru rolul din Marele Gatsby (2013). A jucat în producția The Maids a companiei de teatru Sydney și a fost nominalizată la premiul Helpmann pentru cea mai bună actriță în rol secundar în 2014.
Debicki a apărut în alte filme precum Everest (2015), Gardienii Galaxiei Vol. 2 (2017), Widows (2018) și Tenet (2020).
A cunoscut consacrarea cu rolul Prințesei Diana în drama istorică The Crown produsă de Netflix, rol pentru care a primit premiile Globul de Aur și Emmy.